# Zesdaagse van Parijs

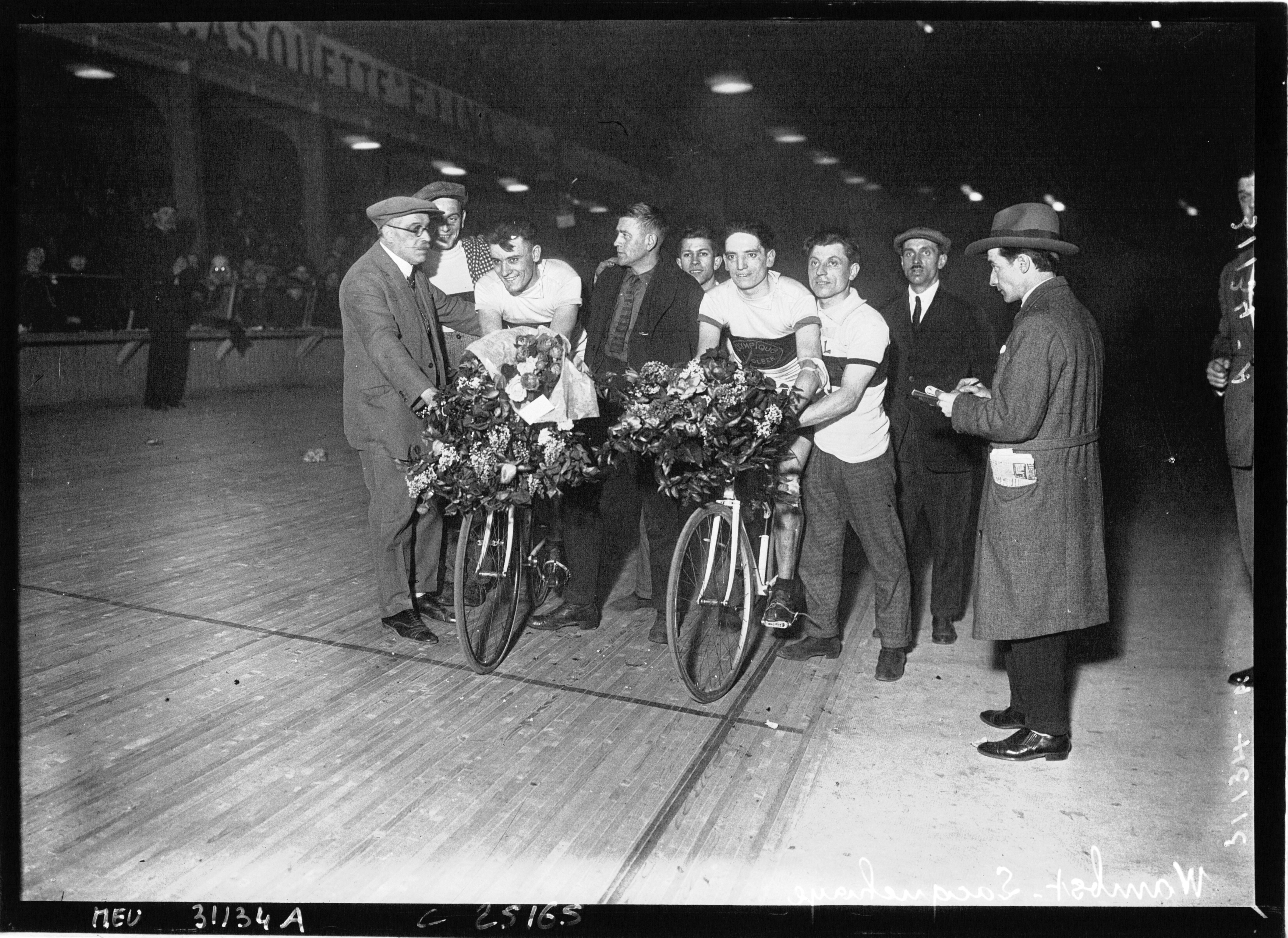
Georges Wambst en Charles Lacquehaye, de winnaars van 1926

De Zesdaagse van Parijs is een voormalige, jaarlijks terugkerende wielerwedstrijd die teruggaat tot het jaar 1913.
De eerste editie werd verreden van 13 tot en met 19 januari 1913 in het Vélodrome d'Hiver. In dit stadion bleef de zesdaagse tot 1958 toen voorlopig de laatste werd gehouden. In 1984 werd de draad weer opgepakt, maar werd de zesdaagse verplaatst naar het Palais Omnisports de Paris-Bercy, waar in 1989 de laatste editie werd verreden. In totaal is deze zesdaagse 42 maal verreden. 
Er zijn zes recordwinnaars van de zesdaagse van Parijs, elk met drie overwinningen; de Belgen Achiel Bruneel, Albert Billiet en Emile Aerts, de Nederlanders Gerrit Schulte en Piet van Kempen en de Fransman Georges Sérès Sr..

## Lijst van winnende koppels van de Zesdaagse van Parijs
| jaar   | koppel                                                                     |
| ------ | -------------------------------------------------------------------------- |
| 1989   | Charly Mottet (Fra) – Etienne De Wilde (Bel)                               |
| 1988   | Danny Clark (Aus) - Tony Doyle (Gbr)                                       |
| 1986   | Danny Clark (Aus) – Bernard Vallet (Fra)                                   |
| 1985   | Stan Tourné (Zwi) – Etienne De Wilde (Bel)                                 |
| 1984-1 | Gert Frank (Den) – Bernard Vallet (Fra)                                    |
| 1984-2 | Francesco Moser (Ita) – René Pijnen (Ned)                                  |
| 1958   | Jacques Anquetil (Fra) – André Darrigade (Fra) – Ferdinando Terruzzi (Ita) |
| 1957   | Jacques Anquetil (Fra) – André Darrigade (Fra) – Ferdinando Terruzzi (Ita) |
| 1956   | Walter Bucher (Zwi) – Oskar Plattner (Zwi) – Jean Roth (Zwi)               |
| 1955   | Reginald Arnold (Aus) – Sid Patterson (Aus) – Russel Mockridge (Aus)       |
| 1954   | Roger Godeau (Fra) – Georges Senfftleben (Fra)                             |
| 1953   | Gerrit Schulte (Ned) – Gerrit Peters (Ned)                                 |
| 1952   | Rik Van Steenbergen (Bel) – Achiel Bruneel (Bel)                           |
| 1951   | René Adriaenssens (Bel) – Albert Bruylandt (Bel)                           |
| 1950   | Gerrit Schulte (Ned) – Gerrit Peters (Ned)                                 |
| 1949   | Achiel Bruneel (Bel) – Guy Lapebie (Fra)                                   |
| 1948   | Arthur Sérès (Fra) – Guy Lapebie (Fra)                                     |
| 1947   | Achiel Bruneel (Bel) – Robert Naeye (Bel)                                  |
| 1946   | Gerrit Schulte (Ned) – Gerrit Boeijen (Ned)                                |
| 1939   | Albert Buysse (Bel) – Albert Billiet (Bel)                                 |
| 1938   | Karel Kaers (Bel) – Albert Billiet (Bel)                                   |
| 1937   | Albert Billiet (Bel) – Cor Wals (Ned)                                      |
| 1936   | Kees Pellenaars (Ned) – Adolf Schön (Dui)                                  |
| 1935-1 | Paul Broccardo (Fra) – Marcel Guimbretiere (Fra)                           |
| 1935-2 | Maurice Archambaud (Fra) – Roger Lapebie (Fra)                             |
| 1934   | Jan Pijnenburg (Ned) – Cor Wals (Ned)                                      |
| 1933   | Paul Broccardo (Fra) – Marcel Guimbretiere (Fra)                           |
| 1932   | Jan Pijnenburg (Ned) – Piet van Kempen (Ned)                               |
| 1931   | Alfredo Dinale (Ita) – Pietro Linari (Ita)                                 |
| 1930   | Armand Blanchonnet (Fra) – Charles Pélissier (Fra)                         |
| 1929   | Octave Dayen (Fra) – André Raynaud (Fra)                                   |
| 1928-1 | Onécime Boucheron (Fra) – Alessandro Tanoni (Ita)                          |
| 1928-2 | Charles Lacquehaye (Fra) – Georges Wambst (Fra)                            |
| 1927   | Emile Aerts (Bel) – Reginald McNamara (USA)                                |
| 1926   | Charles Lacquehaye (Fra) – Georges Wambst (Fra)                            |
| 1925   | Alfred Beyl (Fra) – Piet van Kempen (Ned)                                  |
| 1924   | Emile Aerts (Bel) – Georges Sérès Sr. (Fra)                                |
| 1923   | Oscar Egg (Zwi) – Piet van Kempen (Ned)                                    |
| 1922   | Emile Aerts (Bel) – Georges Sérès Sr. (Fra)                                |
| 1921   | Oscar Egg (Zwi) – Georges Sérès Sr. (Fra)                                  |
| 1914   | Leon Comes (Fra) – Léon Hourlier (Fra)                                     |
| 1913   | Joe Fogler (USA) – Alfred Goullet (Aus)                                    |